# Peter Connolly

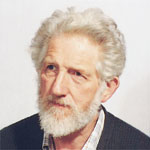
Peter Connolly

Peter Connolly (* 8. Mai 1935 in Surrey; † 2. Mai 2012) war ein britischer Sachbuchautor, Grafiker, Experte für griechisch-römische Geschichte und Experimentalarchäologe.

## Leben und Werk
Connolly wurde als Sohn des Künstlers und Illustrators Harold Connolly und dessen Frau Mollie geboren. Er studierte von 1951 bis 1953 Kunst am Brighton College of Arts and Crafts, einer Hochschule für Kunsthandwerk und Design, heute Teil der Universität Brighton. Anschließend leistete er von 1953 bis 1956 Wehrdienst bei der Royal Air Force. Von 1956 bis 1961 arbeitete er als kommerzieller Illustrator in verschiedenen Studios und Werbeagenturen, bevor er seine Passion für die griechische und römische Militärgeschichte entdeckte. Im Selbststudium erarbeitete er sich die wissenschaftlichen Grundlagen und begann – in dieser Form erstmals – mit der zeichnerischen Rekonstruktion römischer Uniformen von der späten Republik bis zum kaiserlichen Heer unter Trajan. Im Jahr 1975 erschien dazu sein erstes illustriertes Jugendbuch unter dem Titel The Roman Army, das aufgrund seines großen Erfolges nur ein Jahr später unter dem Titel Die Römische Armee in Westdeutschland herauskam.
Sein außerordentliches Wissen machte ihn zunächst insbesondere in der englischsprachigen Fachwelt bekannt und er wurde regelmäßiger Mitarbeiter von Fachzeitschriften wie dem Journal of Roman Military Equipment Studies und den Roman Frontier Studies. 1984 wurde er Ehrenmitglied der Society of Antiquaries of London und betätigte sich von 1986 bis 1989 als Wissenschaftlicher Mitarbeiter ehrenhalber an der Universität Oxford und am Institut für Archäologie des University College London. Daneben war er Mitglied der Society for the Promotion of Hellenic Studies.
Im britischen Fernsehen war Connolly regelmäßig als Experte für antikes Armeewesen und deren Bewaffnung zu sehen und führte als Autor und Präsentator im BBC-Schulfernsehen durch die fünfteilige Serie The Archaeological Background to the Gospels, die von Anfang an sehr gut aufgenommen wurde. Als Illustrator und Maler erhielt Connolly Aufträge von nationalen und internationalen Museen, darunter dem Römisch-Germanischen Zentralmuseum in Mainz.
Connolly war mit dem Indologen und Religionswissenschaftler Karel Werner befreundet, zu dessen 60. Geburtstag 1986 er eine Festschrift herausgab, die in Indien erschien.
Neben seinen militärischen Studien interessierte er sich für Modellbau, Schlachtendioramen und Photographie. Mit seinen populärwissenschaftlichen, selbst illustrierten Büchern hat Connolly eine Generation von Wissenschaftlern in ihrer Jugend inspiriert und einen Grundstein dazu gelegt, insbesondere die römische Militärgeschichte einem breiten Publikum zu vermitteln.
Connolly war zweimal verheiratet und hatte drei Kinder.

## Preise
- 1986: Senior Information Award, Buchpreis für The Legend of Odysseus (The Times Literary Supplement)

## Auf Deutsch erschienene Werke
Einige Werke erschienen in mehreren Auflagen mit jeweils aktualisierten Inhalten und Illustrationen.
- Die Römische Armee. Tessloff, Hamburg 1976, ISBN 3-7886-0180-9
- Die Griechischen Armeen. Tessloff, Hamburg 1977, ISBN 3-7886-0181-7
- Pompeji. Tessloff, Hamburg 1979, ISBN 0-19-917158-0
- Das Leben zur Zeit des Jesus von Nazareth. Tessloff, Hamburg 1983, ISBN 3-7886-0536-7
- Die Welt des Odysseus. Tessloff, Hamburg 1986, ISBN 3-7886-0184-1
- Tiberius Claudius Maximus. Ein römischer Legionär. Tessloff, Hamburg 1990, ISBN 3-7886-0186-8
- verschiedene Autoren: Schwerter, Degen, Dolche. Kulturgeschichte der Blankwaffen. Weltbild, Augsburg 1994, ISBN 978-3-89350-817-4
- Hannibal und die Feinde Roms. Tessloff, Hamburg 1997, ISBN 3-7886-0182-5
- mit Hazel Dodge: Die antike Stadt. Das Leben in Athen und Rom. Könemann, Köln 1998, ISBN 3-8290-1104-0
- Die alten Griechen. Tessloff, Hamburg 2001, ISBN 3-7886-0975-3
- Colosseum. Arena der Gladiatoren. Reclam, Stuttgart 2005, ISBN 3-15-010551-X